# 中華人民共和國第十一屆全運會跳水比賽
中華人民共和國第十一屆全運會跳水比賽於2009年10月3日至12日在济南市奥体中心游泳跳水馆舉行，賽事共有12個小項，產出出12面金牌。參賽的運動員必須通過預賽方能取得參賽資格。為期10天的比賽中，廣東以三面金牌成為該項目的大贏家，當中何沖摘下取得了其中的兩面。另外，第四度參與全運會的吳敏霞於女子雙人3米板中摘得金牌，是她體育生涯中的第一面全運會金牌，之前的三屆賽事中，她多次取得銀牌和銅牌，儘管她是奧運金牌得主。

## 預賽
本屆全運會的跳水預賽於2009年5月19日起在陝西省西安舉行，每個小項中進入決賽(前8位)的運動員可取得參與全運會的資格。於預賽中，賽事產生了不少意外賽果，於北京奧運贏得女子10米高台小項金牌的陈若琳於比賽中途忽然棄賽、王鑫因傷未能晉級決賽，均無緣十一運會。至於在男子方面，代表解放軍的李世鑫於男子3米板中跳出難度達3.9分的109B(向前翻腾四周半屈体)，是世界上首位成功完成此動作的跳水運動員。

## 獎牌分佈

### 男子
| 項目         | 金牌                                                          | 银牌                                                               | 铜牌                                            |
| 團體         | 羅玉通 林勁 何沖 吳明鴻 張雁全 陳艾森 馮琪 吳軍 潘兆偉 (廣東) | 彭勃 余隆基 李世鑫 張新華 周呂鑫 王健凱 曹烈 陳世傑 冼海鳴(解放軍) | 孫知亦 徐程亮 姚舜 吳棟良 火亮 應宏 張宸 (上海) |
| 1米跳板      | 王峰 (山東)                                                   | 何沖 (廣東)                                                        | 羅玉通 (廣東)                                   |
| 3米跳板      | 何沖 (廣東)                                                   | 秦凱 (陝西)                                                        | 李世鑫(解放軍)                                  |
| 10米跳台     | 周呂鑫(解放軍)                                                | 邱波(四川)                                                         | 曹緣 (北京)                                     |
| 雙人3米跳板  | 秦凱/張森(陝西)                                               | 彭勃/張新華(解放軍)                                                | 何沖/羅玉通 (廣東)                              |
| 雙人10米跳台 | 曹緣/林躍 (北京)                                              | 王健凱/周呂鑫(解放軍)                                              | 王亮/周昕 (山西)                                |

### 女子
| 項目         | 金牌                                                              | 银牌                                                        | 铜牌                                                            |
| 團體         | 侯媛媛 黃卉 方敏 鄭霜雪 胡亞丹 鄧琳丹 劉月 李琪 呂靜 魏思遠(四川) | 郭晶晶 張君 王涵 王晗 陳雅奇 賈東瑾 董雨蒙 高林 高麗 (河北) | 吳葵娣 許智歡 何姿 董俊 夏煜樺 馮靈慧 曾維娟 勞麗詩 林佩 (廣東) |
| 1米跳板      | 何姿 (廣東)                                                       | 吳敏霞 (上海)                                               | 施廷懋 (重慶)                                                   |
| 3米跳板      | 郭晶晶 (河北)                                                     | 吳敏霞 (上海)                                               | 何姿 (廣東)                                                     |
| 10米跳台     | 陳若琳 (江蘇)                                                     | 汪皓 (天津)                                                 | 朱佳名 (湖北)                                                   |
| 雙人3米跳板  | 吳敏霞/趙沁心 (上海)                                              | 陳燁/屈琳 (江蘇)                                            | 何姿/董俊 (廣東)                                                |
| 雙人10米跳台 | 康麗/汪皓 (天津)                                                  | 陳若琳/吳聖平 (江蘇)                                        | 胡亞丹/李琪 (四川)                                              |

## 獎牌榜
| 排名 | 代表团 | 金牌 | 銀牌 | 銅牌 | 总数 |
| ---- | ------ | ---- | ---- | ---- | ---- |
| 1    | 廣東   | 3    | 1    | 5    | 9    |
| 2    | 四川   | 1    | 1    | 1    | 3    |
| 3    | 上海   | 1    | 1    | 1    | 3    |
| 4    | 天津   | 1    | 1    | 0    | 2    |
| 4    | 河北   | 1    | 1    | 0    | 2    |
| 6    | 陝西   | 1    | 1    | 0    | 2    |
| 7    | 北京   | 1    | 0    | 1    | 2    |
| 8    | 山東   | 1    | 0    | 0    | 0    |
| 9    | 解放軍 | 0    | 4    | 1    | 5    |
| 10   | 江蘇   | 0    | 2    | 0    | 2    |
| 11   | 湖北   | 0    | 0    | 1    | 1    |
| 11   | 重慶   | 0    | 0    | 1    | 1    |
| 總計 | 總計   | 12   | 12   | 12   | 36   |

## 爭議
比賽結束後，有報道引述消息指所有金牌都是事先內定了得主。

## 資料來源
1. ↑  .   [2009-05-20]. （原始内容存档于2016-03-04）.
2. ↑  .   [2009-05-20]. （原始内容存档于2015-06-14）.
3. ↑  .   [2009-05-20]. （原始内容存档于2016-03-04）.
4. 1 2 3  分計單位：江西
5. 1 2 3  分計單位：湖北
6. 1 2 3  分計單位：廣東
7. 1 2 3  分計單位：安徽
8. 1 2  分計單位：湖南
9. ↑  分計單位：重慶
10. 1 2 3 4 5 6 7 8  分計單位：山東
11. ↑  《熊倪教練曝跳水金牌內定》 （页面存档备份，存于），香港《文匯報》，2009年10月14日。